# Teofil (Paszkowski)
Teofil, imię świeckie Fiodor Nikołajewicz Paszkowski (ur. 6 lutego 1874 w guberni kijowskiej, zm. 27 czerwca 1950 w San Francisco) – duchowny Rosyjskiego Kościoła Prawosławnego, w latach 1934–1950 zwierzchnik Metropolii Amerykańskiej.

## Życiorys
Był synem kapłana prawosławnego z guberni kijowskiej. W Kijowie ukończył seminarium duchowne. W 1894 wstąpił jako posłusznik do ławry Pieczerskiej, spełniając tym samym obietnicę daną Janowi Kronsztadzkiemu, którego modlitwa jego zdaniem przyniosła mu cudowne uzdrowienie z choroby kości. W 1894 na własne życzenie wyjechał do San Francisco, by pracować dla rosyjskiej archieparchii amerykańskiej, kierowanej przez arcybiskupa Mikołaja. Po ślubie z prawosławną Serbką z miejscowej społeczności został wyświęcony na kapłana, służył w soborze katedralnym w San Francisco. W Stanach Zjednoczonych przebywał do 1906, gdy wrócił do Rosji po tym, gdy ordynariuszem archieparchii amerykańskiej Tichon został przeniesiony na katedrę wileńską i litewską.
W eparchii wileńskiej i litewskiej służył do I wojny światowej, gdy został kapelanem wojskowym w armii rosyjskiej. Przed 1922 zmarła jego żona. W związku z tym złożył wieczyste śluby mnisze, zaś w listopadzie 1922 przyjął chirotonię biskupią z tytułem biskupa Chicago i wyjechał do USA, by służyć w jurysdykcji autonomicznej, lecz uznającej zwierzchnictwo Patriarchatu Moskiewskiego Metropolii Amerykańskiej. W charakterze konsekratorów w ceremonii wzięli udział metropolita amerykański Platon, biskup brooklyński Eutymiusz oraz biskup Pantelejmon z Patriarchatu Jerozolimskiego. W 1931 został ordynariuszem eparchii San Francisco.
W 1933 zastępca locum tenens Patriarchatu Moskiewskiego metropolita Sergiusz definitywnie ogłosił Metropolię Amerykańską strukturą niekanoniczną; powodem tej decyzji był konflikt z metropolitą amerykańskim Platonem, który odmówił złożenia przysięgi lojalności wobec ZSRR. Rok później Platon zmarł. Sobór Metropolii wybrał na jego następcę arcybiskupa Teofila, który przyjął tytuł metropolity całej Ameryki i Kanady oraz zachował zarząd eparchii San Francisco. Rok później metropolita Sergiusz potwierdził, iż Patriarchat Moskiewski traktował Metropolię jako strukturę niekanoniczną, a jej kapłanów – jako duchownych suspendowanych.
W obliczu utraty parafii, które przechodziły z Metropolii do kanonicznego Egzarchatu Amerykańskiego utworzonego w USA przez Patriarchat Moskiewski, metropolita Teofil podjął rozmowy z metropolitą Sergiuszem w sprawie uregulowania statusu kanonicznego kierowanej przez siebie struktury. Delegaci Metropolii zostali zaproszeni na Sobór Lokalny Rosyjskiego Kościoła Prawosławnego w 1945, jednak z powodu trudności czynionych przez władze radzieckie nie dotarli na obrady na czas. Jedynie po zamknięciu soboru przedstawiciele spotkali się z nowym patriarchą moskiewskim i całej Rusi Aleksym I. Na jego ręce złożyli prośbę o unormowanie statusu kanonicznego Metropolii poprzez jej ponowne przyjęcie w jurysdykcję Patriarchatu Moskiewskiego. W swojej odpowiedzi Aleksy I żądał złożenia przez duchowieństwo struktury przysięgi lojalności wobec władz ZSRR i zapowiadał nowe wybory zwierzchnika Metropolii. Sobór Metropolii w roku następnym odrzucił tę propozycję, domagając się de facto nadania strukturze autokefalii. Sam metropolita Teofil nie utożsamiał się z tą decyzją. W prywatnej korespondencji z patriarchą wyrażał chęć powrotu w jurysdykcję Patriarchatu Moskiewskiego. W 1947 nie zdołał jednak porozumieć się z tej kwestii z reprezentującym Rosyjski Kościół Prawosławny metropolitą leningradzkim Grzegorzem, a nawet kilkakrotnie publicznie zaatakował Patriarchat Moskiewski. W rezultacie w grudniu 1947 Święty Synod Rosyjskiego Kościoła Prawosławnego potwierdził suspendowanie wszystkich biskupów Metropolii i zapowiedział oddanie Teofila pod sąd biskupów. Teofil zmarł trzy lata później, jako zwierzchnik niekanonicznego Kościoła amerykańskiego. Kontakty między Metropolią a Rosyjskim Kościołem Prawosławnym wznowił dopiero metropolita Ireneusz (Bekisz) w 1969.